# Christian Friedrich von Pfuel

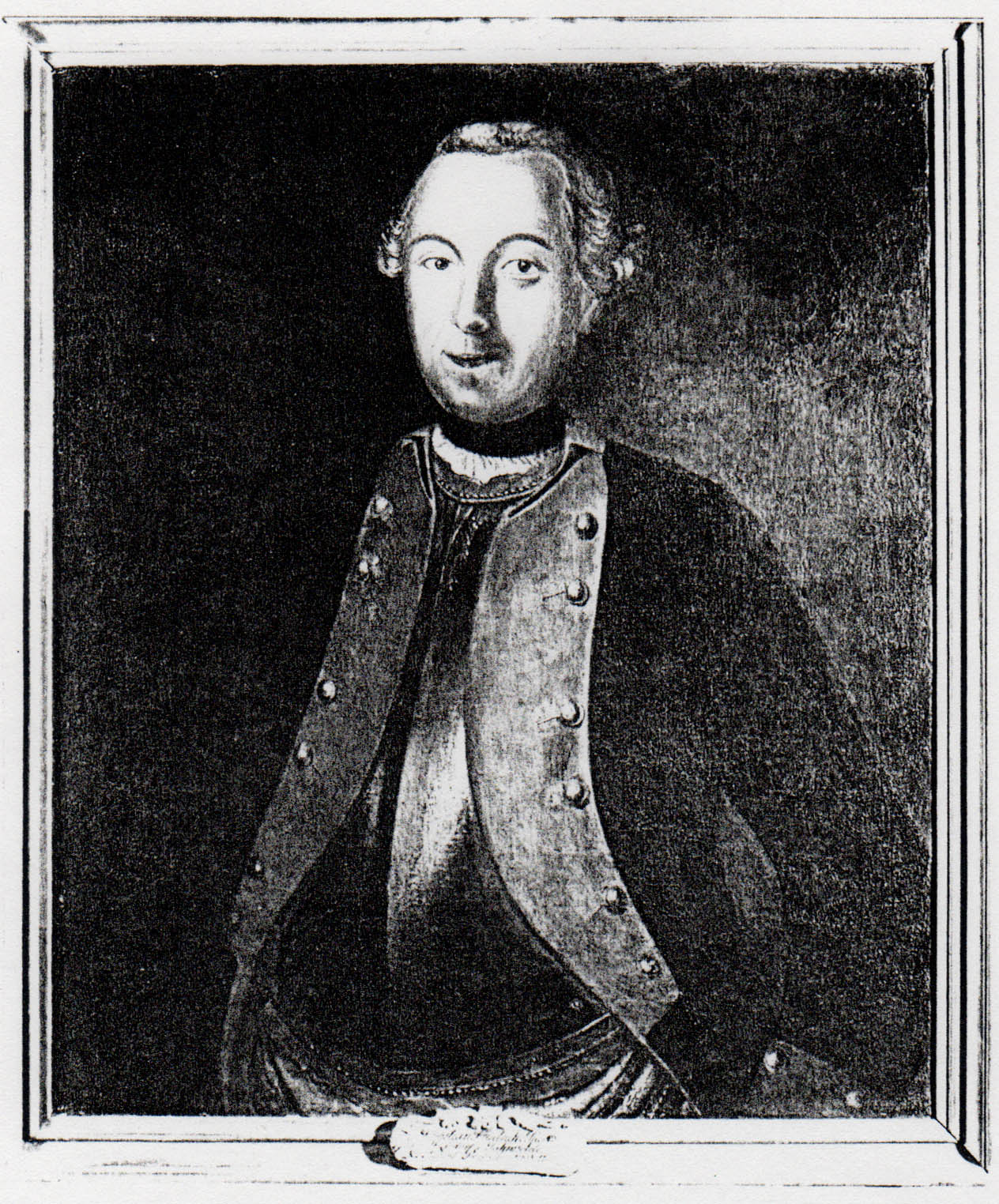
Christian Friedrich von Pfuel

Christian Friedrich von Pfuel (* 1653; † 15. Mai 1702 bei Kaiserswerth gefallen) war ein königlich-preußischer Oberst, Erbherr auf Gielsdorf, Wilkendorf und Jahnsfelde.

## Leben
Pfuel stammte aus dem alten in Jahnsfelde in der Märkischen Schweiz ansässigen Adelsgeschlecht von Pfuel. Er war der Sohn des Friedrich Heino von Pfuel (1620–1661) und der Emerentia Tugendreich von Wedel.
Pfuel diente unter anderem im Regiment des preußischen Generalfeldmarschalls Leopold I., Fürst von Anhalt-Dessau, als Oberst und Kommandeur des Markgraf Ludwigschen Regiments sowie eines Regiments unter Friedrich I. (Preußen).
Am 15. Mai 1702 fiel Pfuel während der Belagerung von Kaiserswerth. Eine französische Kanonenkugel riss ihm beim Sturm auf Kaiserswerth den Kopf weg. Rumpf und Glieder wurden in Gielsdorf, unter dem Altar der Gielsdorfer Kirche, beigesetzt. Sein Porträt befand sich im Schloss Jahnsfelde. Ein von Friedrich de la Motte Fouqué, seinem Gedenken herrührender Spruch in der Jahnsfelder Kirche lautet:
Italien hat und Niederland

Den edlen Kämpfer oft geschaut.

In vieler wilden Schlachten Brand

Hat er das Feld mit seinem Blut betaut.

Als letzter Kranz ward ruhmvoll ihm beschert

Zu sterben, vorbewußt, im Sturm auf Kaiserswerth.
Theodor Fontane schrieb in seinen Wanderungen durch die Mark Brandenburg, dass sich dieses „vorbewußt“ auf folgenden Vorfall bezog:

„Am Tage vor dem Sturm auf Kaiserswerth will Pfuel in sein Zelt treten. Die vor dem Zelt stehende Schildwacht salutiert nicht, erblaßt aber und zeigt nur auf das Innere des Zelts. Pfuel tritt jetzt ein und sieht sich selber, schreibend, am Tische sitzen. Er tritt hinter die Gestalt, blickt dem ruhig Weiterschreibenden über die Schulter und liest sein Testament. Dann verschwindet die Gestalt. Pfuel wußte jetzt, daß er andern Tages sterben werde. Er setzte sich auf den Feldstuhl, auf dem eben sein Doppelgänger gesessen, schrieb an seine Frau und nahm Abschied von ihr. Andren Tages fiel er an der Spitze seiner Sturmkolonne.
Es ist sehr wahrscheinlich, dass diese Geschichte zu Adelbert von Chamissos Gedicht Die Erscheinung Veranlassung gegeben hat. Chamisso war mit Fouqué befreundet, und Fouqué seinerseits kannte die Familientradition des ihm verwandten Pfuelschen Hauses.“

Pfuel heiratete 1684 Helene von Veltheim, (1657–1727). Aus dieser Ehe gingen sechs Kinder hervor:
1. Hempo Ludwig von Pfuel (1690–1770), preußischer Geheimer Rat und Major, Kriegsrat der Breslauer Kammer, Kammerdirektor, Präsident der Kriegs- und Domänenkammer Halberstadt; Vater des Ernst Ludwig von Pfuel (* 20. April 1718 in Gielsdorf; † 23. Juli 1789 in Berlin), königlich-preußischer Generalmajor sowie Hofmarschall des Prinzen Friedrich Wilhelm von Preußen und Gutsherr auf Jahnsfelde
2. Otto Friedrich von Pfuel
3. Christian Friedrich von Pfuel
4. Louise Emerentia von Pfuel, vermählte von Bodenhausen
5. Anna Lucretia von Pfuel

sowie Christian Ludwig von Pfuel (* 1696; † 1756), königlich-preußischer Generalmajor der Infanterie
Christian Friedrich von Pfuel war der Urgroßvater des Ernst von Pfuel, preußischer General der Infanterie, Ministerpräsident und Kriegsminister, und des preußischen Generalleutnants Friedrich Heinrich Ludwig von Pfuel.